# Орогенічні рухи

Насув і скид є важливими компонентами горотворення.

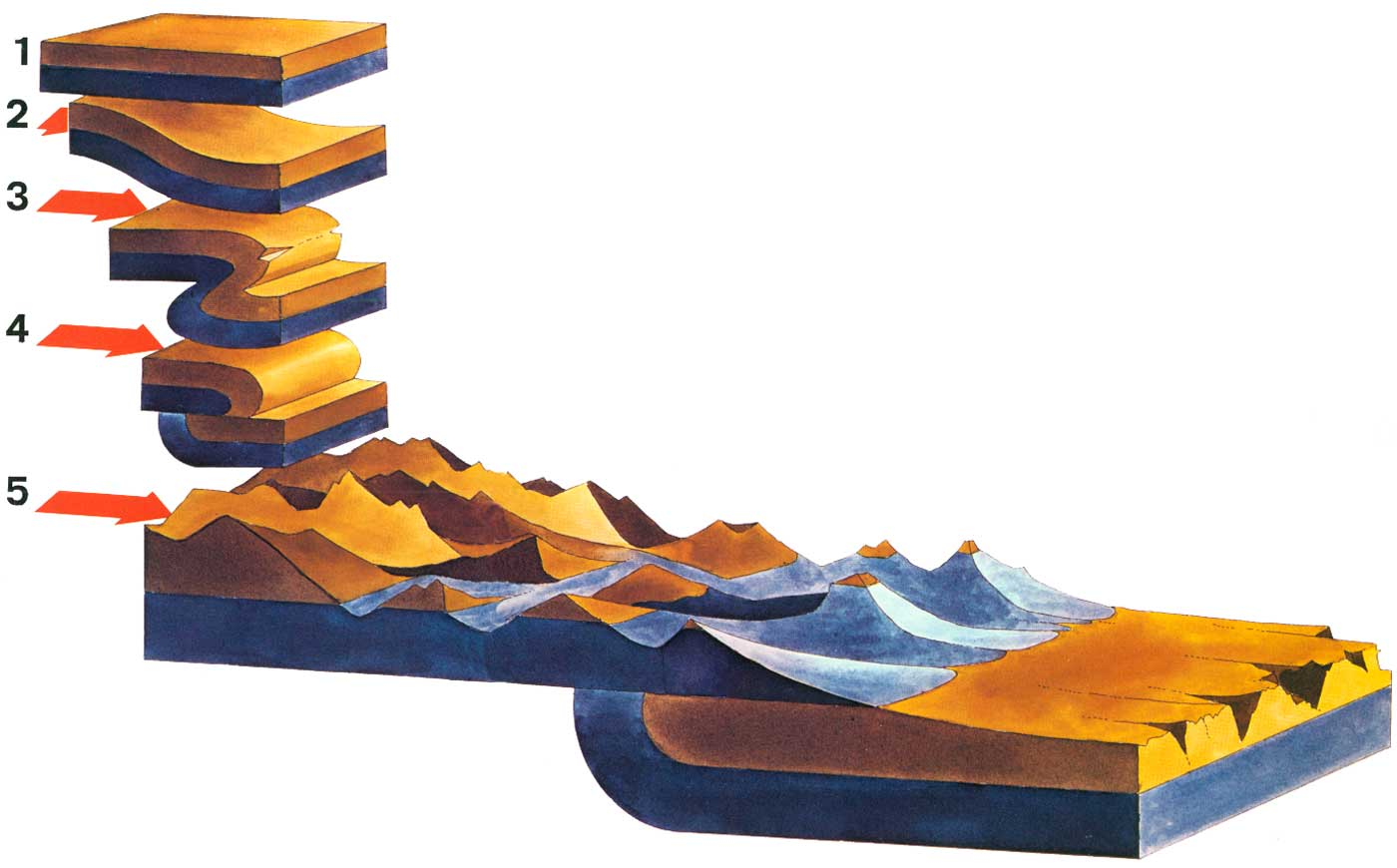
Ілюстрація ролі складкоутворення у орогенезі.

Орогені́чні ру́хи (рос. орогенические движения, англ. orogenic movements; нім. orogenetische Bewegungen f pl) — рухи земної кори, які спричиняють утворення гір (за Гансом Штілле — складкоутворення). Протиставляються епейрогенічним рухам, які створюють континенти та плато, океанічні та континентальні басейни.
Синонім — горотвірні рухи.